# Acròbata d'Osuna

Àrea dels turdetans

L'Acròbata d'Osuna és una escultura de pedra calcària datada de finals del segle ii aC o principis del segle i aC, que està exposada en el Museu Arqueològic Nacional d'Espanya, a Madrid, al costat de diverses escultures del període ibèric, amb el num. d'inventari 38427.

## Història
És un alt relleu de l'època ibera, concretament esculpida pel poble de turdetans, i que va ser trobada a la localitat d'Ursina, Província de Sevilla, (Andalusia), al jaciment arqueològic de l'antiga ciutat ibèrica de Urso i forma part de les escultures d'Osuna monument B.

## Simbologia i descripció
Formava part d'un monument iber de l'Edat del ferro II. L'alt relleu, (78 d'altura x 38 d'amplada i 25 cm de profunditat), reflexa a un home en actitud acrobàtica que es creu interpretava algun paper en algun joc o ritu funerari. Té les cames flexionades arribant amb els peus a tocar-se el cap, els braços el servien de suport, estan gairebé completament desapareguts, s'aprecia que portava com a indumentària -amb gran influència romana- una faldilla prisada i curta i als peus un calçat que es lligava prop del turmell pel mig d'unes cintes.

Escultures d'Osuna monument B:
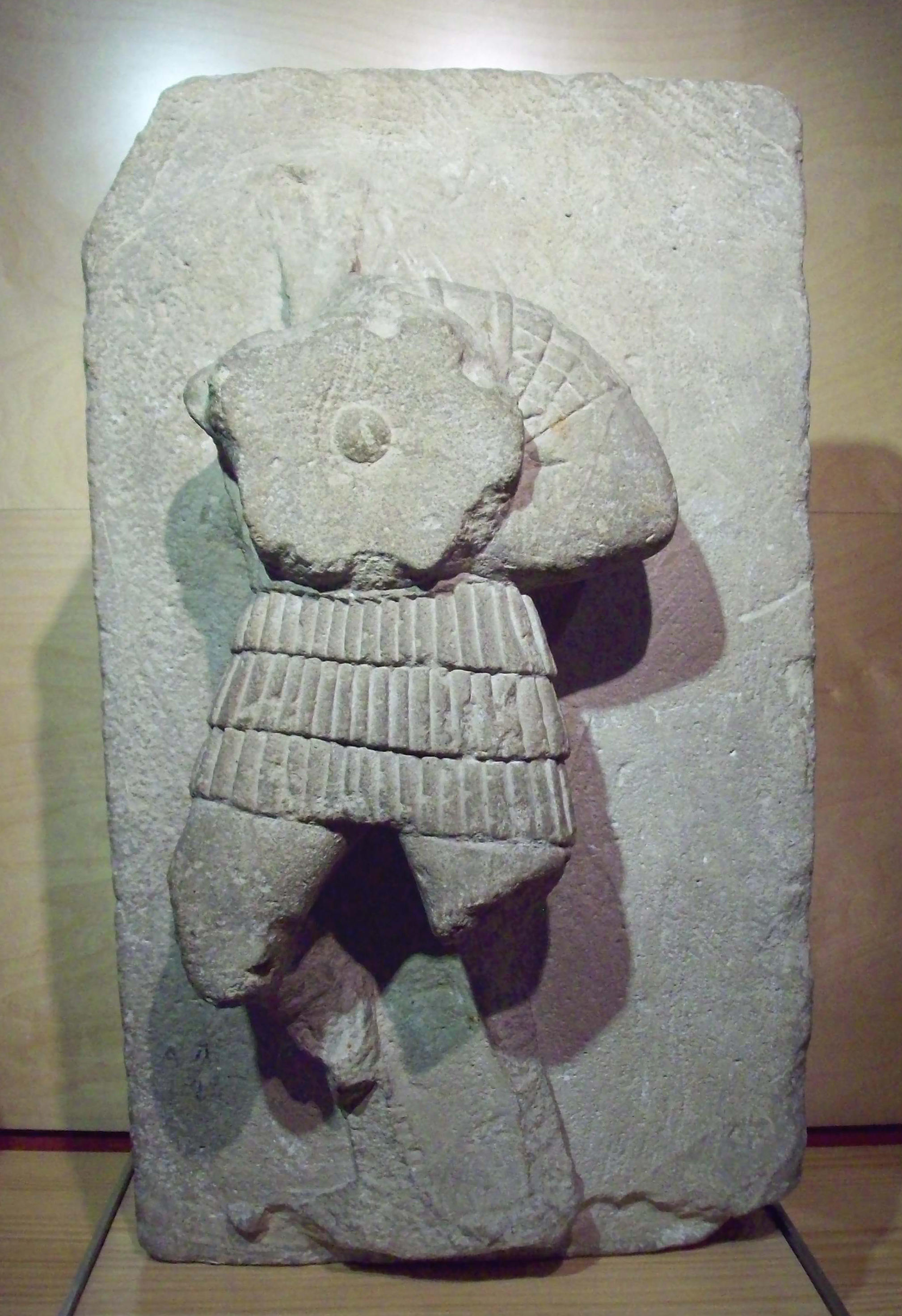
Guerrer d'Osuna (conjunt B)
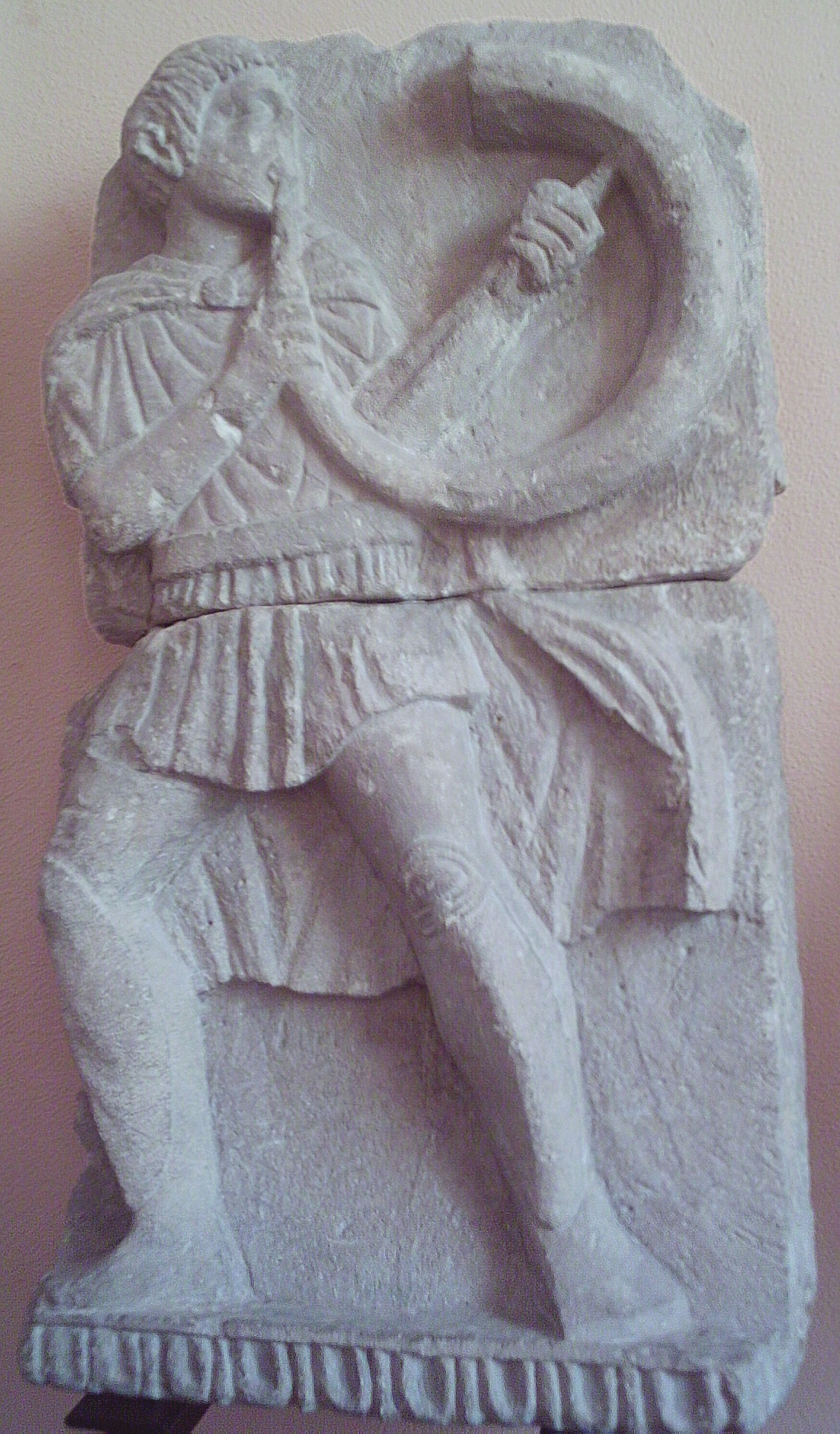
Guerrer tocant una trompa d'Osuna (conjunt B)
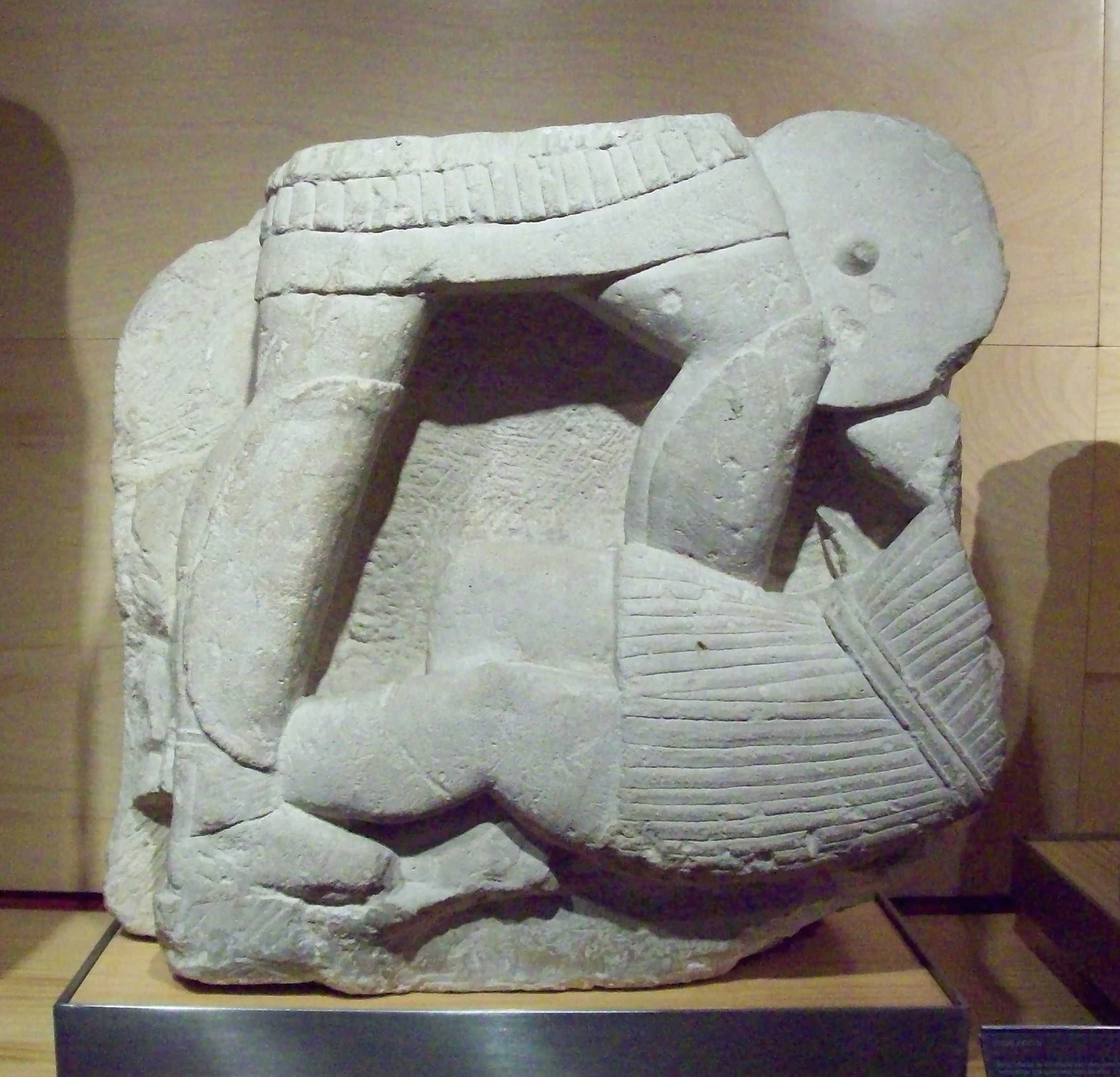
Detall d'uns guerrers d'Osuna (conjunt B)